# Laczkó Zsolt
Laczkó Zsolt (Szeged, 1986. december 18. –) magyar labdarúgó, edző.

## Pályafutása
Pályafutását a Tisza Volánban kezdte. Szerepelt később az SZVSE-ben is.1999-ben került a Ferencvároshoz. 2004 és 2007 között a felnőtt keret tagja volt. Még nem volt 18 éves amikor bemutatkozott a felnőtt csapatban.Ezután azonban szárkapocscsonttörés miatt fél évet ki kellett hagynia. 2007-ben a görög Olimbiakósz csapatához szerződött. Még ebben az évben a szintén görög Levadiakósznak adták kölcsön. 2008-ban az akkor még angol másodosztályban szereplő Leicester City FC játékosa volt, szintén kölcsönben. 2008-ban a Vasas SC-be igazolt 2010-ig, azonban a Bajnokok Ligája csoportkörébe jutott Debreceni VSC 2009. augusztus 30-án 5 éves szerződést kötött a játékossal. 2011. január 20-án megvásárolta az olasz UC Sampdoria 830 ezer euróért.
2017 január 12-én a Budapest Honvéd fél évre kölcsönvette a Pakstól.
2018. január 31-én szabadon igazolható játékosként ingyen írt alá a Vasashoz. Ám nem töltötte ki a szerződését és 2018. augusztus 7-én közös megegyezéssel szerződést bontott a télen érkezett játékos. Tavasszal négy mérkőzésen lépett pályára gólt nem szerzett.
2018 szeptemberében a harmadosztályú III. Kerületi TVE csapatában folytatta pályafutását, majd 2019-ben visszavonult.
2021 augusztusától Marco Rossi szövetségi kapitány segítője, a magyar labdarúgó válogatott pályaedzője.
2024. július 12-én a Budapest Honvéd hivatalos oldalán jelentette be, hogy Laczkó Zsolt lett második csapata vezetőedzője, azonban Marco Rossi munkáját továbbra is segíti. Augusztus 19-én bejelentették, hogy Laczkó veszi át az első csapat irányítását. December 17-én a Bp. Honvéd labdarúgócsapata saját hivatalos oldalain jelentette be, hogy szerződést bontott Laczkó Zsolt vezetőedzővel.

## Sikerei, díjai
FTC
- Magyar bajnoki ezüstérmes: 2005

DVSC
- Magyar bajnoki aranyérmes: 2010
- Magyar Kupa-győztes: 2010
- Ligakupa-győztes: 2010

Budapest Honvéd
- NB I
  - bajnok (1): 2016–17[14]

## Statisztika

### Mérkőzései a válogatottban
| Magyarország | Magyarország         | Magyarország                     | Magyarország  | Magyarország | Magyarország | Magyarország | Magyarország | Magyarország |
| #            | Dátum                | Helyszín                         | Hazai         | Eredmény     | Vendég       | Kiírás       | Gólok        | Esemény      |
| ------------ | -------------------- | -------------------------------- | ------------- | ------------ | ------------ | ------------ | ------------ | ------------ |
| 1.           | 2010. május 29.      | Budapest, Puskás Ferenc Stadion  | Magyarország  | 0 – 3        | Németország  | barátságos   | -            | 85'          |
| 2.           | 2010. június 5.      | Amszterdam, Amsterdam ArenA      | Hollandia     | 6 – 1        | Magyarország | barátságos   | -            | 80'          |
| 3.           | 2010. augusztus 11.  | London, Wembley Stadion          | Anglia        | 2 – 1        | Magyarország | barátságos   | -            | 46' 65'      |
| 4.           | 2010. szeptember 3.  | Stockholm, Råsunda Stadion       | Svédország    | 2 – 0        | Magyarország | Eb-selejtező | -            | 90+1'        |
| 5.           | 2010. szeptember 7.  | Budapest, Szusza Ferenc Stadion  | Magyarország  | 2 – 1        | Moldova      | Eb-selejtező | -            |              |
| 6.           | 2010. október 8.     | Budapest, Puskás Ferenc Stadion  | Magyarország  | 8 – 0        | San Marino   | Eb-selejtező | -            |              |
| 7.           | 2010. október 12.    | Helsinki, Olimpiai Stadion       | Finnország    | 1 – 2        | Magyarország | Eb-selejtező | -            | 86'          |
| 8.           | 2010. november 17.   | Székesfehérvár, Sóstói Stadion   | Magyarország  | 2 – 0        | Litvánia     | barátságos   | -            | 46'          |
| 9.           | 2011. február 9.     | Dubaj, al-Sabab Stadion (UAE)    | Azerbajdzsán  | 0 – 2        | Magyarország | barátságos   | -            | 70'          |
| 10.          | 2011. március 25.    | Budapest, Puskás Ferenc Stadion  | Magyarország  | 0 – 4        | Hollandia    | Eb-selejtező | -            |              |
| 11.          | 2011. március 29.    | Amszterdam, Amsterdam ArenA      | Hollandia     | 5 – 3        | Magyarország | Eb-selejtező | -            |              |
| 12.          | 2011. június 3.      | Luxembourg, Stade Josy Barthel   | Luxemburg     | 0 – 1        | Magyarország | barátságos   | -            | 23'          |
| 13.          | 2011. június 7.      | Serravalle, Olimpiai Stadion     | San Marino    | 0 – 3        | Magyarország | Eb-selejtező | -            |              |
| 14.          | 2011. augusztus 10.  | Budapest, Puskás Ferenc Stadion  | Magyarország  | 4 – 0        | Izland       | barátságos   | -            | 84'          |
| 15.          | 2011. szeptember 2.  | Budapest, Puskás Ferenc Stadion  | Magyarország  | 2 – 1        | Svédország   | Eb-selejtező | -            |              |
| 16.          | 2011. szeptember 6.  | Chișinău, Zimbru Stadion         | Moldova       | 0 – 2        | Magyarország | Eb-selejtező | -            | 69' 75'      |
| 17.          | 2011. november 15.   | Poznań, Városi Stadion           | Lengyelország | 2 – 1        | Magyarország | barátságos   | -            |              |
| 18.          | 2012. február 29.    | Győr, ETO Park                   | Magyarország  | 1 – 1        | Bulgária     | barátságos   | -            | 81'          |
| 19.          | 2012. június 1.      | Prága, Generali Arena            | Csehország    | 1 – 2        | Magyarország | barátságos   | -            |              |
| 20.          | 2012. augusztus 15.  | Budapest, Puskás Ferenc Stadion  | Magyarország  | 1 – 1        | Izrael       | barátságos   | -            |              |
| 21.          | 2012. szeptember 7.  | Andorra la Vella, Estadi Comunal | Andorra       | 0 – 5        | Magyarország | vb-selejtező | -            |              |
| 22.          | 2013. szeptember 10. | Budapest, Puskás Ferenc Stadion  | Magyarország  | 5 – 1        | Észtország   | vb-selejtező | -            | 54'          |
|              | Összesen             |                                  |               | 22           | mérkőzés     |              | 0            | gól          |